# NA-6001
La  NA-6001  es una carretera local perteneciente a la Red de Carreteras de Navarra que se inicia en Carretera del Sadar y termina en Imárcoain. Tiene una longitud de 7,92 kilómetros.